# Cuộc đại di cư (người Mỹ gốc Phi)

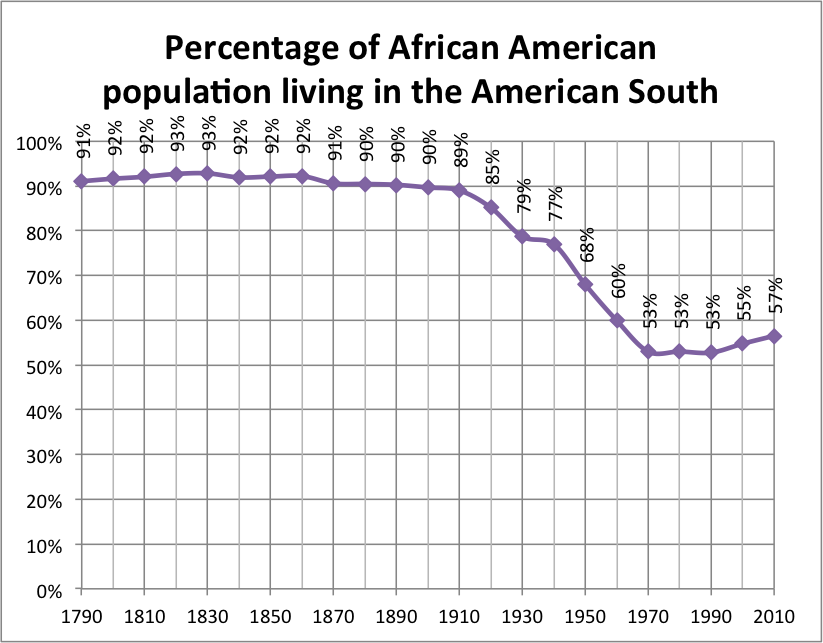
Biểu đồ cho thấy tỷ lệ phần trăm dân số người Mỹ gốc Phi sống ở miền Nam nước Mỹ, 1790–2010.

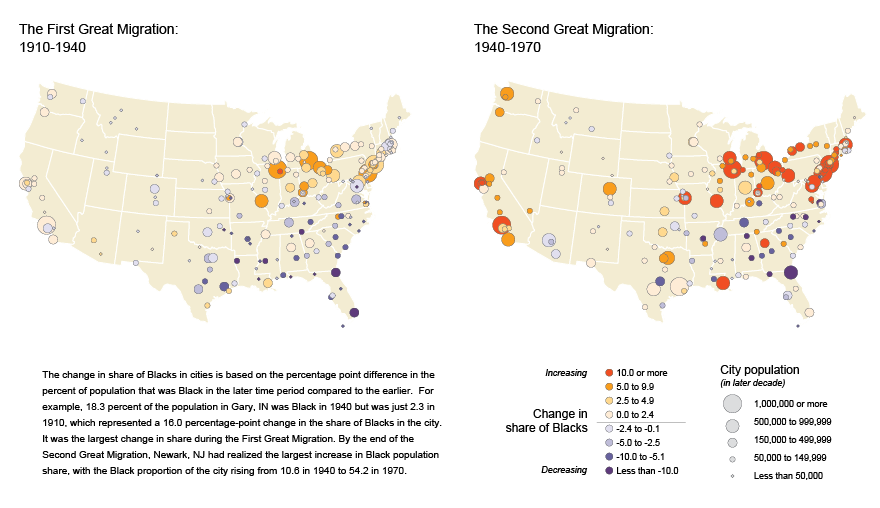
Cuộc di cư vĩ đại thể hiện qua những thay đổi về tỷ lệ dân số người Mỹ gốc Phi tại các thành phố lớn của Mỹ, 1910–1940 và 1940–1970

Cuộc di cư vĩ đại, đôi khi được gọi là Cuộc di cư lớn về phía Bắc hay Cuộc di cư đen, là sự di chuyển của sáu triệu người Mỹ gốc Phi ra khỏi vùng nông thôn miền Nam Hoa Kỳ đến vùng đô thị Đông Bắc, Tây Trung bộ Hoa Kỳ và Tây Hoa Kỳ xảy ra từ năm 1916 đến 1970. Trong mọi cuộc điều tra dân số Hoa Kỳ trước năm 1910, hơn 90 phần trăm dân số người Mỹ gốc Phi sống ở miền Nam nước Mỹ. Năm 1900, chỉ một phần năm người Mỹ gốc Phi sống ở miền Nam sống ở thành thị. Vào cuối cuộc di cư vĩ đại, chỉ hơn 50% dân số người Mỹ gốc Phi ở lại miền Nam, trong khi ít hơn 50% sống ở miền Bắc và miền Tây Hoa Kỳ, và dân số người Mỹ gốc Phi đã trở nên đô thị hóa cao. Đến năm 1960, trong số những người Mỹ gốc Phi vẫn sống ở miền Nam, một nửa hiện sống ở thành thị, và đến năm 1970, hơn 80% người Mỹ gốc Phi trên toàn quốc sống ở các thành phố. Năm 1991, Nicholas Lemann viết rằng:
Cuộc di cư vĩ đại là một trong những phong trào nội bộ lớn nhất và nhanh nhất trong lịch sử, có lẽ lớn nhất không phải do mối đe dọa ngay lập tức của việc hành quyết hoặc bỏ đói. Về số lượng, nó vượt xa sự di cư của bất kỳ nhóm dân tộc nào khác Người Ý hoặc người Ailen hoặc người Do Thái hoặc người Ba Lan đến [Hoa Kỳ]. Đối với người da đen, việc di cư có nghĩa là để lại những gì luôn là cơ sở kinh tế và xã hội của họ ở Mỹ và tìm kiếm một cơ sở mới.
Một số nhà sử học phân biệt giữa Cuộc di cư vĩ đại đầu tiên (1916-1940), trong đó có khoảng 1,6 triệu người di chuyển từ hầu hết các vùng nông thôn ở miền nam đến các thành phố công nghiệp phía bắc và Cuộc di cư vĩ đại thứ hai (1940-1970), bắt đầu sau Đại suy thoái và mang lại ít nhất 5 triệu người, bao gồm nhiều người dân thị trấn có kỹ năng đô thị về phía bắc và phía tây.
Kể từ Phong trào dân quyền, một cuộc di cư ngược ít nhanh hơn đã xảy ra. Được mệnh danh là Di cư vĩ đại mới, nó đã chứng kiến sự gia tăng dần dần di cư của người Mỹ gốc Phi vào miền Nam, nói chung là đến các tiểu bang và thành phố nơi có cơ hội kinh tế là tốt nhất. Những lý do bao gồm những khó khăn kinh tế của các thành phố ở Đông Bắc và Trung Tây Hoa Kỳ, tăng trưởng việc làm trong "Nam mới" và thấp hơn chi phí sống, quan hệ gia đình và thân tộc, và cải thiện quan hệ chủng tộc. Ngay từ năm 1975 đến 1980, một số quốc gia miền nam là những người di cư người Mỹ gốc Phi ròng, trong khi vào năm 2014, người thành niên vào năm 2000 người Mỹ gốc Phi đã chuyển số lượng cao nhất sang Texas, Georgia, Florida, North Carolina, và California. Dân số người Mỹ gốc Phi đã tiếp tục giảm trên hầu hết Đông Bắc, đặc biệt là từ tiểu bang New York và bắc New Jersey, khi họ tăng lên ở miền Nam.